# Calle Mayor (Madrid)
La calle Mayor (via Maggiore) è una delle principali strade di Madrid che conduce dalla Puerta del Sol alla Cattedrale dell'Almudena passando accanto alla famosa Casa de la Villa. 
Creata nel Medioevo, collegava originariamente l'Alcázar con la Puerta de Guadalajara (una porta muraria scomparsa), era il luogo dove si concentravano le corporazioni degli argentieri e dei gioiellieri. 

## Edifici famosi
- La Mallorquina, antica pasticceria aperta alla fine del XIX secolo
- L'Edificio de la Compañía Colonial
- Il Palacio de Abrantes sede dell'Istituto italiano di cultura

## Galleria d'immagini

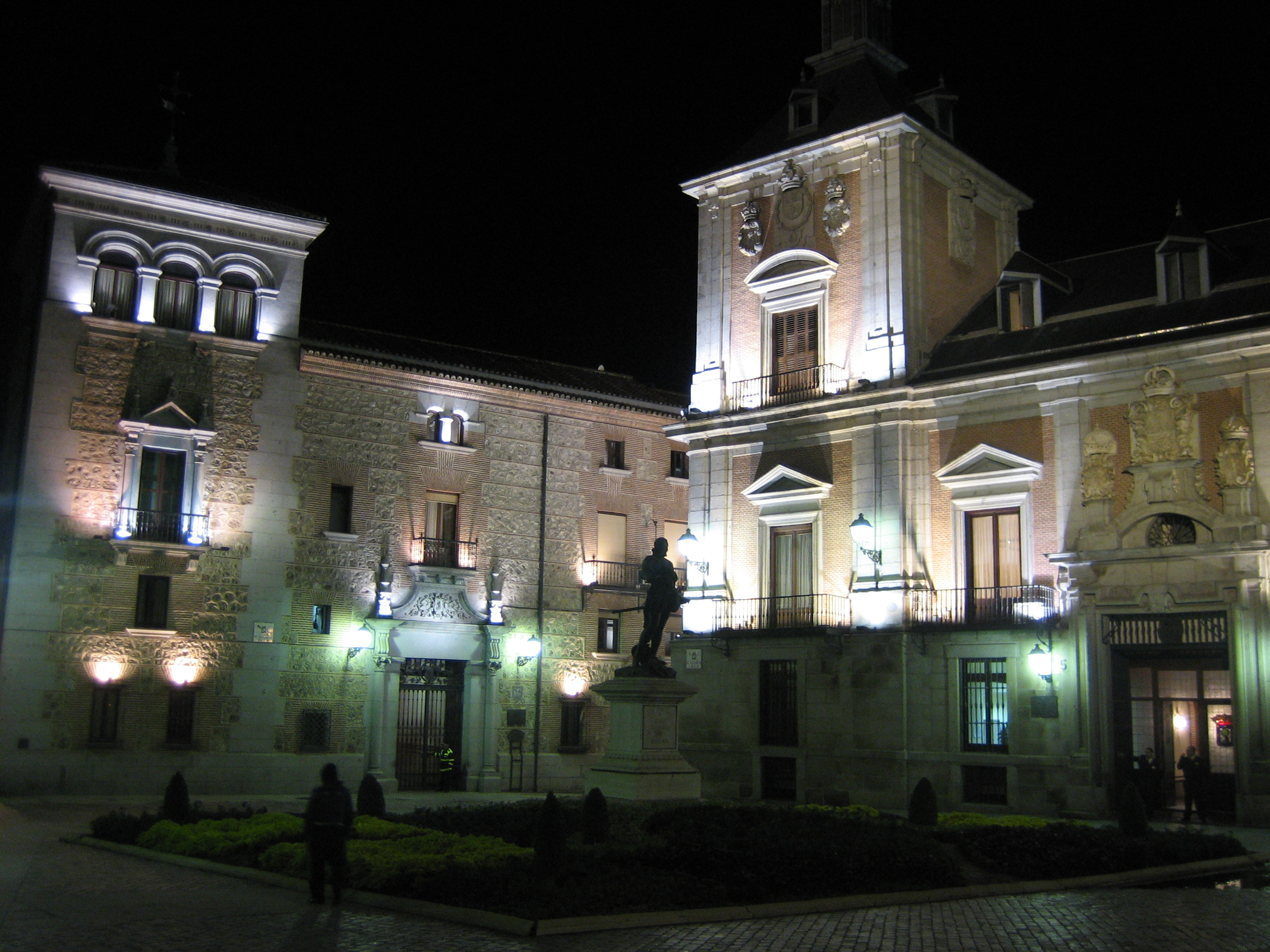
Calle Mayor